# 볼 문화

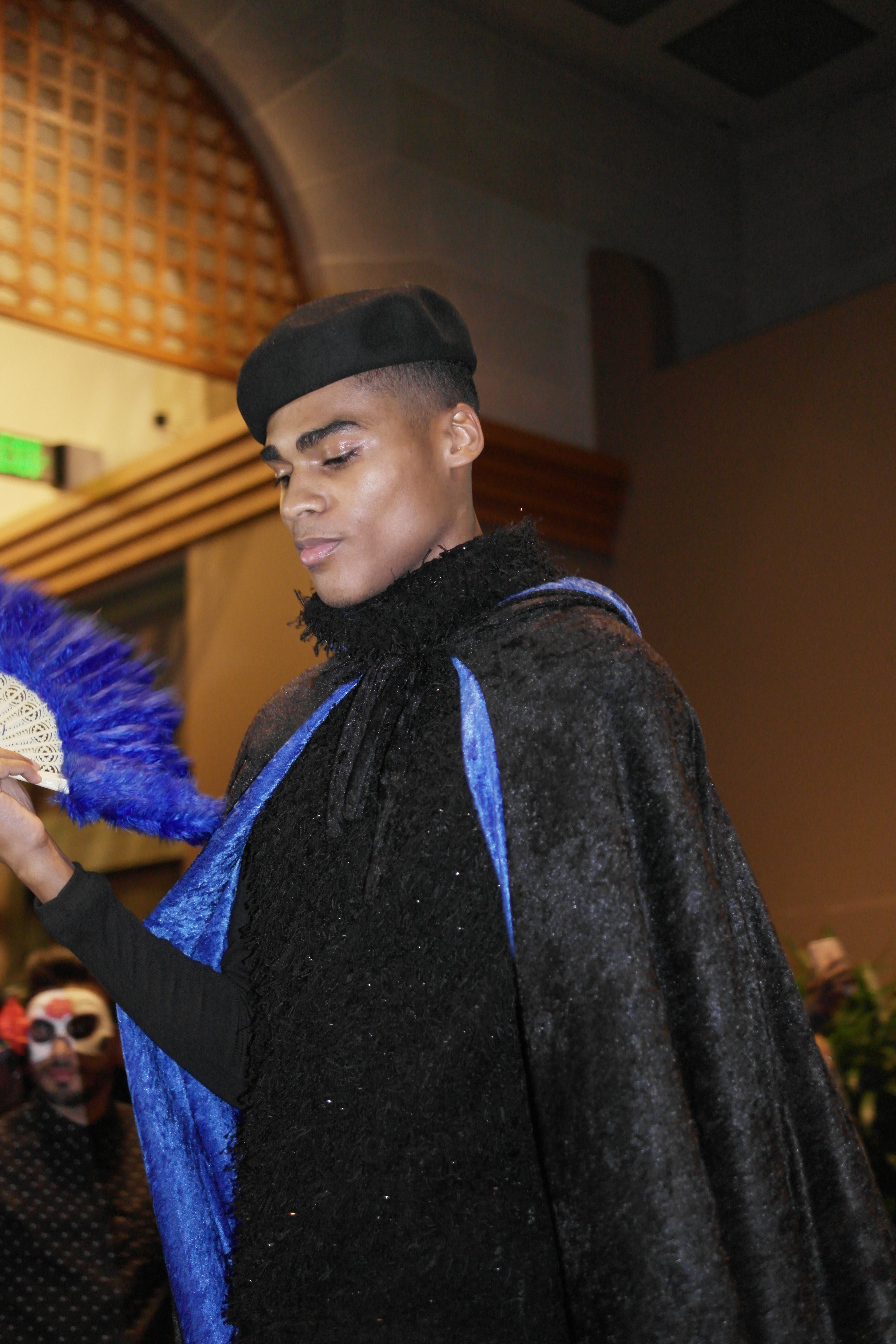
2016년 국립 아프리카 미술관에서 열린 볼에 참가한 드라큘라

볼 문화(영어: ball culture), 드래그 볼 문화(영어: drag ball culture), 하우스 볼룸 커뮤니티(영어: house-ballroom community), 볼룸 신(영어: ballroom scene), 볼룸 문화(영어: ballroom culture)는 뉴욕을 기원으로 하는 아프리카계 미국인과 라틴 아메리카인 청년의 언더그라운드 LGBTQ+ 하위문화를 말하며, 볼(ball)이라는 행사를 열어 수상과 영예를 위해 "워크"(walk, 경쟁을 뜻하는 은어)하고자 사람들이 모인다. 볼 문화는 퍼포먼스와 춤, 립싱크, 모델을 혼합한 행사들로 구성되어 있다. 행사는 다양한 범주로 나뉘며, 참가자들은 수상과 상품을 위해 "워크"에 참여한다. 반문화적 현상으로써의 볼 문화는 필요성과 반항심에 뿌리를 두고 있다. 19세기 후반부터 대도시의 언더그라운드 LGBTQ+ 공동체의 구성원들은 개인이 이성과 관련된 의상을 착용하는 행위를 금지하는 법을 무시하고 "드래그"로 알려진 가장 무도회를 조직하기 시작하였다.
초기의 볼 문화 참가자는 주로 LGBTQ 공동체의 구성원인 아프리카계 미국인과 라틴 아메리카인 청년이었다. 그러나 인종차별을 하지 않는 일부 전통적인 볼을 제외하면 심판은 언제나 백인이었으며, 아프리카계 미국인 참가자는 수상에서 제외되거나 불공평한 평가를 받았다. 20세기 초에 이르러 아프리카계 미국인과 라틴 아메리카인은 자신들만의 볼을 개최하기 시작하였다.  이후 볼 문화는 게이와 레즈비언, 바이섹슈얼, 트랜스젠더 정체성을 가진 아프리카계 미국인, 라틴 아메리카인을 중심으로 성장하였다.
참가자들은 수많은 드래그 및 퍼포먼스 경쟁 범주에서  춤추고, 보그하고, 워크하고, 포즈를 취하고, 서로를 지지한다. 범주는 다양한 젠더와 사회 계급을 묘사하고 풍자하는 동시에 현실로부터의 도피를 제공하고자 고안되었다. 많은 참가자들이 "하우스"(house)라고 알려진 그룹에 속해 있어, 볼 문화는 화려한 행사 그 이상으로 의미가 확장한다. 하우스는 LGBT 공동체와 소수 인종 집단의 오랜 전통으로, 선택한 친구들과 가족을 이루어 함께 지내는 것이며, 소원해질 수 있는 개인의 원래 가족을 대체하는 관계와 공동체를 형성한다.